# NGC 2967
NGC 2967 (również PGC 27723 lub UGC 5180) – galaktyka spiralna (Sc), znajdująca się w gwiazdozbiorze Sekstantu. Odkrył ją William Herschel 20 grudnia 1784 roku.
W galaktyce tej zaobserwowano supernową SN 2010fz.